# Lingulidae
Lingulidae Menke, 1828 è una famiglia di Brachiopodi appartenente all'ordine dei Lingulida.

## Tassonomia
La famiglia comprende i seguenti generi:
- Glottidia Dall, 1870
- Lingula Bruguière, 1791